# Артиг (Од)
Арти́г (фр. Artigues) — коммуна во Франции, находится в регионе Лангедок — Руссильон. Департамент коммуны — Од. Входит в состав кантона Акса. Округ коммуны — Лиму.
Код INSEE коммуны — 11017.

## Население
Население коммуны на 2008 год составляло 86 человек.
| 1962 | 1968 | 1975 | 1982 | 1990 | 1999 | 2008 |
| ---- | ---- | ---- | ---- | ---- | ---- | ---- |
| 92   | 102  | 95   | 94   | 83   | 82   | 86   |

## Экономика
В 2007 году среди 51 человека в трудоспособном возрасте (15—64 лет) 35 были экономически активными, 16 — неактивными (показатель активности — 68,6 %, в 1999 году было 54,2 %). Из 35 активных работали 33 человека (17 мужчин и 16 женщин), безработными были 2 женщины. Среди 16 неактивных 3 человека были учениками или студентами, 7 — пенсионерами, 6 были неактивными по другим причинам.

## Достопримечательности
- Церковь св. Николая (1830)
- Ущелье св. Георгия, со скалами высотой до 300 м
- Перевал Гарабей